# وادي بكر
'وادي بكر أو نتيف هجدود هو موقع حفريات أثري قديم، يقع على بعد 13 كم شمال أريحا بفلسطين، اكتشف سنة 1977، تبلغ مساحة الموقع 1.5 هكتار أجريت الحفريات ضمن مساحة 500 م2. كشفت الحفريات عن نوعين من المباني تعود لفترة العصر الحجري الحديث ما قبل الفخاري أ PPNA وهي:
أ‌. مباني بيضوية كبيرة قطرها بين 8-9 م.
ب‌. مباني صغيرة قطرها بين 4-5 م، استخدم في عمارتها الطوب الطيني ذو الشكل المحدب المعروف ب Plano-Convex))، والطوب الطيني العادي والحجارة الصغيرة 20سم أو الكبيرة 70 سم، والجدران إما فردية أو مزدوجة بينهما مسافة 25سم، وكانت بعض الجدران مطلية بالجص وملونة بالبرتقالي أو الأحمر (البزور 2003: 44).
أما الأرضيات فكانت من عدة طبقات من الطين المدكوك، أو أرضيات مرصوفة بطبقة من الحصى ثم طبقة من الملاط أو الجص، أو أرضيات رصفت بالبلاطات الحجرية. وكانت جميع المباني من غرفة واحدة إلا بيت واحد بيضوي الشكل احتوى على تقسيمات، له مدخل عرضه متر يربط بين الغرفتين. ويعتقد وجود طابقين في بعض المباني الذي بني من أغصان الأشجار وطبقة من الطين التي عثر على بقايا منها في بعض الأرضيات واحتوت المباني على مخازن وكانت على نوعين:
أ‌.	مخازن دائرية الشكل من الطوب وجدرانها من الداخل غطيّت بالجص الأبيض وتراوح قطرها بين 1.2-1.6 م.
ب‌.	 حفر خزين صغيرة الحجم وبيضوية قطرها بين 30-45 سم ومبنية من الألواح الحجرية الرقيقة وأرضياتها مبلطة بألواح حجرية منبسطة. إضافة إلى الكشف عن عدة مواقد دائرية الشكل من الحجارة، وموقد على شكل حذوة الحصان، إضافة إلى العثور على أدوات صوانية كرؤوس السهام وغيرها. أما المدافن فقد عثر على حوالي 28 مدفناً معظمها بوضعية القرفصاء وبعضها ممدة على جانبها ولا تحتوي على مرفقات جنائزية وكان الدفن تحت الأرضيات.
أما أهم أنواع البيوت التي عثر عليها في هذا الموقع:
i.	مبنى بيضوي قطره 7 م، يبلغ ارتفاع جدرانه الحجرية إلى 20 سم.
ii.	مبنى دائري قطره 3 م مبني من الطين يبلغ ارتفاع جدرانه إلى 70 سم والأرضية من الطين المكوك.
iii.	المبنى المحترق، بلغ ارتفاع جدرانه 80 سم فيه الكثير من حفر الخزين.
iv.	جزء من مبنى بيضوي ارتفاع جدرانه 60 سم.
v.	مبنى دائري الشكل قطره 4 م جدرانه مبنية من أكثر من صف من الحجارة، والطوب الطيني، ووصل ارتفاع جدرانه إلى 55 سم وهو صغير الحجم إذا ما قورن ببعض المباني الكبيرة مثل:
•	مبنى بيضوي 9×5 م جدرانه من الحجارة الكبير والمتوسطة والأرضية كانت من الطين المدكوك، وجد بمركزها موقد حجري قطره 1م.
•	مبنى بيضوي 8×4.5 م وهو الوحيد الذي يحتوي على تقسيمات داخلية عن طريق جدار يقسم المبنى إلى قسمين غير متساويين، وكانت جدران المبنى الخارجية مبنية من صف واحد من الحجارة ارتفاعها 35 سم.
•	مبنى بيضوي 10×5 م يحتوي على جدار مزدوج وبني الجدار الخارجي من الحجارة الكبيرة والمتوسطة الحجم أما الجدار الداخلي بني من الحجارة الصغيرة المختلطة مع الطوب الطيني وبلغ ارتفاع الجدران 25سم (البزور 2003: 45-48).